# Time & Pressure
| Recensione    | Giudizio |
| ------------- | -------- |
| Sputnik Music | [ 2 ]    |

Time & Pressure è l'album di debutto del gruppo hard rock statunitense Devour the Day. L'album è stato pubblicato il 7 maggio 2013 con la Fat Lady Music.

## Tracce
1. Respect – 2:50
2. Good Man – 3:30
3. Blackout – 3:04
4. You and Not Me – 3:07
5. Move On – 3:04
6. Get Out of My Way – 3:14
7. Oath – 3:32
8. Reckless – 2:48
9. Handshakes to Fist Fights – 3:26
10. Crossroads – 3:21
11. The Drifter – 3:35

## Formazione
- Blake Allison - voce, chitarra, batteria
- Joey "Chicago" Walser - basso, cori
- Skidd Mills - chitarra